# NGC 687
NGC 687 est une galaxie lenticulaire située dans la constellation d'Andromède. NGC 687 a été découverte par l'astronome germano-britannique William Herschel en 1786.

## Caractéristiques
Sa vitesse par rapport au fond diffus cosmologique est de 4 836 ± 20 km/s, ce qui correspond à une distance de Hubble de 71,3 ± 5,0 Mpc (∼233 millions d'al).
À ce jour, sept mesures non basées sur le décalage vers le rouge (redshift) donnent une distance de 68,229 ± 14,350 Mpc (∼223 millions d'al), ce qui est à l'intérieur des valeurs de la distance de Hubble.

## Groupe de NGC 669
NGC 687 fait partie du groupe de NGC 669. Ce groupe comprend plus d'une trentaine de galaxies, dont 15 figurent au catalogue NGC et trois à l'Index Catalogue.